# Itapevi
Itapevi város Brazíliában, São Paulo államban. Lakosainak száma 223 404 fő (2015. július 1.). Itapevi Barueri, Araçariguama, Cotia, Jandira, Santana de Parnaíba, São Roque és Vargem Grande Paulista községekkel határos.

## Népesség
A település népességének változása:
| Lakosok száma | 162 433 | 200 769 | 223 404 | 232 297 |
|               | 2000    | 2010    | 2015    | 2022    |